# Messier 106
Messier 106 (M106 ili NGC 4258) je prečkasta spiralna galaksija u zviježđu Lovački psi. Otkrio ju je Pierre Méchain 1781. godine ali je svoje otkriće objavio naknadno pa se objekt nije našao u drugom izdanju Messierova kataloga. Galaksiju je kasnije samostalno otkrio William Herschel 1788. godine i katalogizirao je kao H V.43.

## Svojstva
M106 se nalazi na udaljenosti od 23.7 milijuna ly i ima promjer od 120,000 ly. Njen sjaj nešto je veći od sjaj naše Mliječne staze. Galaksiju karakterizira izražena prečka sa sjajnim središtem koji skriva supermasivnu crnu rupu. Crna rupa je trenutno aktivna i usisava materijal što uzrokuje emisiju X-zraka i neobične spektralne emisije. M106 je zato klasificirana kao aktivna galaksija tipa Sayfert II.
M106 ima megamaser uzrokovan vodenom parom koji je vidljiv na radiofrekvenciji od 22 GHz. Maser je dokaz postojanju gustih i toplih molekularnih oblaka.

## Amaterska promatranja
M106 je poprilično tamna galaktika zbog toga što je sjaj raspoređen na velikoj površini. U 200 mm teleskopu vidljiva je kao eliptični disk dug 5' i širok 3'.

## Vanjske poveznice
- (eng.) SEDS: NGC 4258
- (eng.) Revidirani Novi opći katalog
- (eng.) Izvangalaktička baza podataka NASA-e i IPAC-a
- (eng.) Astronomska baza podataka SIMBAD
- (eng.) VizieR